# Literacy
Literacy je veřejně přístupný portál určený dospívajícím a dospělým s dyslexií, kterým je svým prostředím maximálně přizpůsoben. Obsahuje pomůcky a návody pomáhající v životě s dyslexií. Portál je zaměřený na e-learning a podporu sociálního začlenění uživatelů, kteří mají problémy se čtením, do společnosti.

## Portál Literacy
Literacy znamená v českém jazyce gramotnost, zde konkrétně ve významu čtenářské gramotnosti. Čtenářskou gramotností se rozumí schopnost porozumět psanému textu, zabývat se jím, přemýšlet o něm a používat ho k dosažení vlastních cílů, k rozvoji vlastních vědomostí a potenciálu a aktivní účasti ve společnosti. Čtenářská gramotnost je jednou ze součástí funkční gramotnosti.

### Vznik portálu
Literacy portál www.literacyportal.eu vznikl v rámci celoevropského výzkumného mezioborového projektu Literacy financovaného Evropskou komisí v oblasti ICT v rámci 7. rámcového programu (Grantová dohoda č. 288596 FP7-ICT-2011-7). Na projektu se podílelo 7 partnerů z pěti zemí, setkávali se v něm odborníci na dyslexii s odborníky na IT technologie. Koordinátorem byla INDRA SISTEMAS, S.A., ze Španělska – jedná se o společnost zaměřenou na globální technologie, inovace a talent, která působí ve více než 110 zemích a zaměřuje se na vývoj inovativních řešení. Partnery v oblasti IT technologií byly B&M InterNets, s.r.o., (Česko) a Vídeňská univerzita (Rakousko). Odborníci zabývající se problematikou lidí s dyslexií byli z Maďarské akademie věd – Psychologického ústavu (Maďarsko), Anima Scan Ltd. (Izrael), CET – Centrum pro vzdělávací technologie (Izrael), Pedagogicko-psychologické poradny Brno (Česko).

### Přizpůsobení portálu uživatelům
Portál je přístupný zdarma s možností přihlášení a založení vlastního profilu. Všechny texty jsou jedincům s dyslexií přizpůsobeny. Neobsahují složitější souvětí, aby se čtenář neztrácel ve významu a souvislostech. Text není zarovnán do bloku a je členěn na kratší odstavce pro snazší orientaci v textu. V portálu si uživatel v osobním NASTAVENÍ sám může vybrat pozadí, typ i velikost písma, které mu vyhovuje. Základní nastavení má žluté pozadí a černé písmo, které je pro čtení výhodnější kombinací než černé na bílém pozadí. Jednotlivé řádky mají nejvýše 70 znaků, aby bylo snadné řádek přehlédnout od začátku do konce. To vše usnadňuje čtení textu a orientaci v něm.

## Obsah portálu
Součástí portálu je sedm hlavních témat a je vytvořen ve čtyřech jazycích – angličtině, češtině, maďarštině a hebrejštině.
Teoretická část nazvaná O DYSLEXII obsahuje informaci, že dyslexie není pouze porucha čtení, ale projevuje se i dalšími faktory, například problémy s orientací v čase, s vnímáním, pamětí nebo poruchami pozornosti.

Část KAŽDODENNÍ ŽIVOT obsahuje mnoho témat, která si vybrali respondenti v rámci procesu Human Centered Design. Témata jsou rozdělena do deseti kategorií:

Co je dobré o sobě vědět – pojednává o sebekontrole, impulzivitě, asertivitě.

Podpora – obsahuje systém péče o jedince s poruchami učení, a tedy i dyslexií v ČR, jak požádat okolí o pomoc, svépomocné skupiny jedinců s dyslexií, které v ČR existují, a také jak pomoci sám sobě.

Zaměstnání – obsahuje informace a rady od hledání zaměstnání přes psaní životopisu (včetně pomocného formuláře) k přípravě na pohovor, informace o pracovní smlouvě a všech jejích součástech i náležitostech a souvislostech, až k tipům, jak si přizpůsobit podmínky v práci, včetně strategie zvládání problémů na pracovišti a pravidel komunikace v týmu.

Život s dyslexií – důležitými tématy jsou sebevědomí, sebeúcta, rodičovství, život s hyperaktivitou, jak se vypořádat z úzkostí, neúspěchem, únavou.

Plánování v běžném životě – obsahuje návody a pomůcky, které pomáhají s organizací úkolů, času, prostoru.

Učení, paměť a pozornost – pojednává o podmínkách a technikách učení, učebních strategiích, paměťových metodách, pomůckách, včetně zapamatovávání hesel a kódů, které jsou v životě potřebné. Pozornost pak lze zlepšovat za pomoci meditace, žonglování či východních učení zabývajících se pohybem (např. thai-chi, jóga). Připomíná, že hudba i v podobě pasivního přijímání poskytuje neurologickou harmonizaci, aktivní tvorba hudby a tanec je výborným povzbuzením pro kognitivní funkce. Uživatelé zde najdou přímé odkazy na nahrávky doporučovaných skladeb.

Čtení v každodenním životě – popisuje různé strategie ve čtení, ať už se jedná o holistické čtení, metodu čtení Orton-Gillinghamové, či využití myšlenkových map při čtení.

Psaní v každodenním životě – pojednává o tom, co je důležité si zapsat na jednáních či schůzkách, proč je dobré po sobě kontrolovat pravopis a kde najít pomoc, jak oslovovat ve formálních dopisech, vzory formálních dopisů (například žádost, objednávka), jak vyplňovat formuláře, popisuje postup při založení mailové adresy a psaní e-mailů.

Matematika v každodenním životě – ukazuje, kdy je v běžném životě potřebná matematika, používání kalkulačky, včetně toho, kde lze najít například speciální kalkulačky pro výpočet úroku nebo daně.

Cizí jazyk – obsahuje doporučení, který cizí jazyk se učit, přes výhody a nevýhody papírových a on-line slovníků tipy, jak mluvit cizím jazykem i když člověk umí jen málo, návody k efektivnímu učení se cizímu jazyku, doporučení k přípravě na zkoušku z cizího jazyka.

V části OTESTUJTE SE je vyžadováno přihlášení, neboť jednou z hlavních funkcí portálu je prostředí, které je přizpůsobeno jedincům s dyslexií, a to každému jednotlivci zvlášť. Toho lze dosáhnout pouze tehdy, když se jedinec přihlásí, vyplní si vstupní dotazník a udělá testy. Jeho výsledky jsou napojené na uživatelské jméno a portál pak nabízí osobní doporučení. Dozvídá se, který trénink je pro něj vhodný, včetně odkazů přímo na konkrétní cvičení v sekci TRÉNOVÁNÍ MOZKU.

UŽITEČNÉ NÁSTROJE obsahují velké množství odkazů na internetové nástroje, které jsou rozděleny do oblastí podle své funkce (například Text do řeči, Převod řeči na text, Slovníky a překladače) a řazeny podle abecedy. KOMUNITNÍ ZÓNA slouží k virtuální výměně rad a zkušeností uživatelů portálu. Doplněním je KREATIVNÍ KOUTEK. Jedná se o nástroje doplněné návodným videem, jak s nimi pracovat, které mohou sloužit k vlastní tvorbě uživatelů, kteří se o ni chtějí s ostatními podělit.